# Jailoloa
Classification APG IV (2016)
Genre
Espèce
Synonymes
- Ptychosperma halmaherense Heatubun (2011)

Jailoloa est un genre monotypique de palmiers (plantes à fleur de la famille des Arecaceae).
Jailoloa halmaherensis est l'unique espèce du genre. Elle est endémique de Halmahera, une petite ile des Moluques du Nord sur la côte nord-ouest de Nouvelle-Guinée. Elle porte le nom du volcan Jailolo sur l’ile de Halmahera. Elle a été découverte au cours d’une étude d'impact environnemental dans une zone minière de nickel et a d'abord été décrite comme une espèce de Ptychosperma, P. halmaherense (Heatubun 2011), en raison de sa ressemblance avec ce genre. Elle est endémique aux sols ultramafiques, qui sont riches en métaux lourds, dont le fer, le magnésium et le nickel. 

## Caractéristiques du genre
Ce genre fait partie d’un trio de genres de palmiers Indonésiens récemment décrits ; Jailoloa, Manjekia et Wallaceodoxa  (Heatubun et al. 2014a). Ces genres sont le fait de recherche de terrain du botaniste indonésien Charlie Danny Heatubun .Ils sont apparus à la fois à la suite de ces nouvelles explorations et des analyses moléculaires induites. Ces trois genres sont monotypiques et appartiennent à la sous-tribu  Ptychospermatinae  , .  
L’espèce Jailoloa halmaherensis est limité à la végétation ultramafique dans un seul site à Halmahera et il est déjà en danger critique d'extinction en raison de l'extraction du nickel dans son environnement (Heatubun & W. J. Baker) (mais cette espece n'est pas encore décrite dans la base de l'Union internationale pour la conservation de la nature). 
Les premiers spécimens d'herbier de ces nouveaux genres, nommés Jailoloa, Manjekia et Wallaceodoxa, ont été collectés respectivement en 2011, 1998 et 2006 . Tous ont été facilement attribués à la sous-tribu des Ptychospermatinae sur la base de leurs feuillets déchiquetés aux extrémités (prémorse) et de leurs boutons floraux mâles en forme de balle avec de très nombreuses étamines, mais aucune d'entre elles ne se conformait strictement aux genres acceptés dans ce groupe. Il a fallu attendre les travaux d’une doctorante française, Elodie Alapetite, qui a fourni une étude approfondie d’analyse moléculaire de toute la sous-tribu, amenant ainsi des preuves convaincantes de la nécessité de créer trois nouveaux genres (Alapetite et al. 2014) .

## Classification
- Sous-famille des Arecoideae
  - Tribu des Areceae
    - Sous-tribu des Ptychospermatinae

Le genre  Jailoloa  partage sa sous-tribu avec treize autres genres : Ptychosperma, Ponapea, Adonidia, Balaka, Veitchia, Carpentaria, Wodyetia, Drymophloeus, Normanbya, Brassiophoenix,  Ptychococcus,  Wallaceodoxa et Manjekia .